# حفظ کردن
به خاطر سپردن ( انگلیسی بریتانیایی : memorisation ) فرآیندی است که در آن چیزی به خاطر سپرده می شود. به خاطر سپردن یک فرآیند ذهنی است که به منظور ذخیره اطلاعات در حافظه برای یادآوری بعدی اطلاعات دیداری، شنیداری یا تاکتیکی انجام می شود.
مطالعه علمی حافظه، بخشی از علوم اعصاب شناختی است که پیوندی بین رشته‌ای میان روانشناسی شناختی و علوم اعصاب است.

## بهبود به خاطر سپاری
در سه سال اول زندگی کودکان، نشانه‌هایی از حافظه در آنها ظاهر می شود که بعداً در سال‌های نوجوانی بهبود می یابد. این نشانه‌ها شامل حافظه کوتاه مدت، حافظه بلندمدت، حافظه فعال و حافظه اتوبیوگرافیک است. حافظه یک ظرفیت اساسی است که نقش ویژه‌ای در عملکرد اجتماعی، عاطفی و شناختی ایفا می کند. مشکلات مربوط به مطالعه توسعه حافظه شامل استفاده از پاسخ کلامی و تأیید است.

## تکنیک

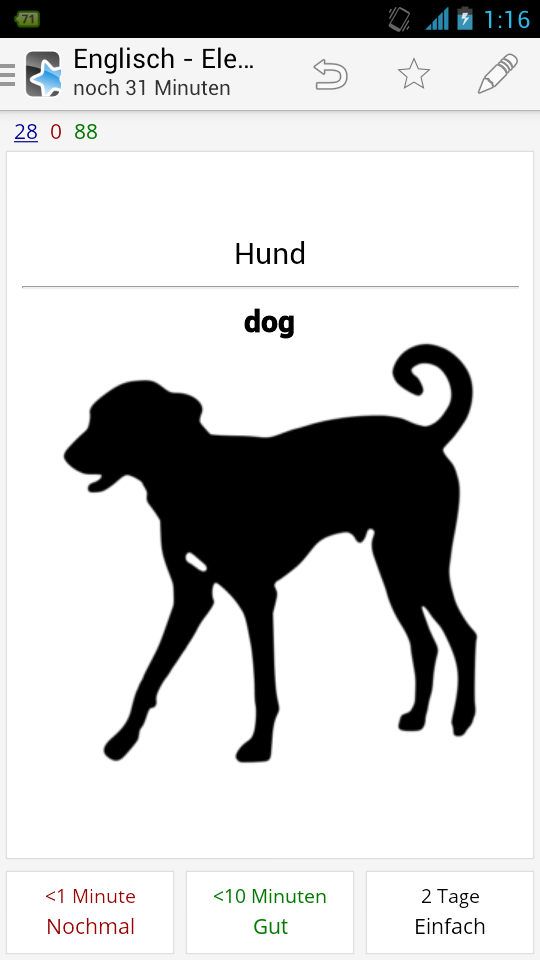
به خاطر سپردن یا مرور واژگان آلمانی-انگلیسی با استفاده از نرم افزار فلش کارت Anki ، در نتیجه تمرین یادآوری فعال. ابتدا فقط سوال نمایش داده می شود. سپس برای تایید، پاسخ نیز نمایش داده می شود.

برخی از اصول و تکنیک‌هایی که برای کمک به «به خاطر سپاری» استفاده شده‌اند عبارتند از:
- یادگیری طوطی‌وار، تکنیک یادگیری است که بر فهمیدن تمرکز ندارد بلکه بر حفظ کردن از طریق تکرار استوار است. برای مثال، اگر قرار است کلماتی یاد بگیرند، ممکن است بارها و بارها با صدای بلند گفته شوند یا مکرراً یادداشت شوند. اَشکال تخصصی یادگیری طوطی‌وار نیز در سرودهای ودایی از سه هزار سال پیش مورد استفاده قرار گرفته‌اند تا لحن و دقت واژگانی متون بسیار طولانی را حفظ کنند، برخی از این متون دارای ده‌ها هزار بیت هستند.[۱]
- تکرار با فاصله، اصلی برای سپردن اطلاعات به حافظه بلندمدت است که از طریق افزایش فواصل زمانی بین مرورهای بعدی مطالب حفظ شده، انجام می‌شود. تکرار با فاصله از اثر روان‌شناختی فاصله‌گذاری بهره می‌برد. این تکنیک با بازیابی فعال توسط نرم‌افزارهای تکرار با فاصله مانند SuperMemo، آنکی یا Mnemosyne ترکیب می‌شود.
- یادآوری فعال ، یک روش یادگیری که از اثر آزمایشی بهره‌برداری می‌کند - این واقعیت که حفظ کردن زمانی کارآمدتر است که مدتی به بازیابی فعال اطلاعاتی که باید یاد بگیرید از طریق آزمایش با بازخورد مناسب اختصاص داده شود. فلش کارت ها یک کاربرد عملی از یادآوری فعال هستند. روش دیگر برای به خاطر سپردن از طریق فرآیند "SURF" است (SURF مخفف عبارت است از: "نقشه های صوتی"، "درک" متن، "تکرار/ یادآوری/ تمرین"، "آشنایی") که از اشکال چرخه ای خاصی از فعال استفاده می کند. به عنوان مثال، شعرها را برای اجرای عمومی حفظ کنید.[۲][۳]
- یادیار، نوعی وسیله کمک حافظه است. یادآورها اغلب کلامی هستند، مانند یک شعر کوتاه یا یک کلمه خاص که به فرد کمک می‌کند چیزی را به‌خاطر بسپارد، به‌ویژه فهرست‌ها، اما می‌توانند بصری، جنبشی یا شنیداری نیز باشند. یادآورها بر اساس ارتباطات بین ساختارهای آسان‌به‌خاطر سپردنی عمل می‌کنند که می‌توان آن‌ها را به داده‌هایی که باید به‌خاطر سپرده شوند، مرتبط کرد. این بر پایه اصلی استوار است که ذهن انسان اطلاعات مکانی، شخصی، شگفت‌انگیز، جنسی یا طنزآمیز یا به‌طور کلی معنادار را بسیار آسان‌تر از توالی‌های دلخواه به‌خاطر می‌سپارد.
- یک سیستم پیوند یادگاری ، روشی برای به خاطر سپردن لیست ها، بر اساس ایجاد ارتباط بین عناصر آن لیست. به عنوان مثال، اگر کسی بخواهد لیست را به خاطر بسپارد (سگ، پاکت، سیزده، نخ، پنجره)، می‌تواند یک سیستم پیوند ایجاد کند، مانند داستانی در مورد سگی که در پاکت گیر کرده، برای گربه سیاه بدشانسی که با آن بازی می‌کند، پست شده است. نخ کنار پنجره». سپس استدلال می شود که به خاطر سپردن داستان آسان تر از خود فهرست است. یا می‌توان از تجسم استفاده کرد، و در چشم خود تصویری را دید که شامل دو عنصر در لیست است که در کنار یکدیگر قرار دارند. می توان سگی را در داخل یک پاکت بزرگ تصور کرد، سپس یک گربه سیاه بدشانس (یا هر چیزی که کاربر را به یاد سیزده سالگی می اندازد) را در حال خوردن یک پاکت بزرگ تجسم کرد. برای دسترسی به یک عنصر خاص از لیست، شخص باید سیستم را "پیمایش" کند (تقریباً مشابه یک لیست پیوندی)، تا عنصر را از سیستم دریافت کند.
- یک سیستم میخ ، تکنیکی برای به خاطر سپردن لیست ها. این کار با به خاطر سپردن فهرستی از کلماتی که به راحتی با اعدادی که نشان می دهند (1 تا 10، 1-100، 1-1000 و غیره) مرتبط می شوند، کار می کند. آن اشیاء "میخ های" سیستم را تشکیل می دهند. سپس در آینده، برای به خاطر سپردن سریع لیستی از اشیاء دلخواه، هر یک با میخ مناسب مرتبط می شود. به طور کلی، یک peglist فقط باید یک بار حفظ شود، و سپس می تواند بارها و بارها هر بار که لیستی از آیتم ها باید حفظ شود، استفاده می شود. Peglist ها از کلماتی تولید می شوند که به راحتی با اعداد (یا حروف) مرتبط می شوند. یادگیری لیست های میخ ایجاد شده از حروف الفبا یا قافیه بسیار ساده است، اما تعداد میخ هایی که می توانند تولید کنند محدود است.
- سیستم اصلی ، یک تکنیک یادگاری است که برای کمک به حفظ اعداد استفاده می شود که به آن سیستم اعداد آوایی یا سیستم یادگاری آوایی نیز می گویند. این کار با تبدیل اعداد ابتدا به صداهای همخوان و سپس با افزودن مصوت به کلمات انجام می شود. سپس کلمات را می‌توان راحت‌تر از اعداد به خاطر آورد، به‌ویژه زمانی که از قوانین یادگاری دیگری استفاده می‌شود که کلمات را بصری و احساسی می‌دانند.
- روش مکان یا کاخ ذهن، تکنیکی برای به خاطر سپردن که از دوران باستان کلاسیک انجام می‌شد که نوعی سیستم پیوند یادگاری مبتنی بر مکان‌ها (مکان‌ها، یا مکان‌ها) است. اغلب در جاهایی استفاده می‌شود که فهرست‌های طولانی از آیتم‌ها باید حفظ شوند. این تکنیک برای قرن‌ها به عنوان بخشی از برنامه درسی در مدارس تدریس می‌شد و به یک سخنور این امکان را می‌داد که به راحتی یک سخنرانی را به خاطر بسپارد یا دانش‌آموزان را به راحتی بسیاری از چیزها را به دلخواه به خاطر بسپارند.
- هنر حافظه ، مجموعه‌ای از اصول و تکنیک‌های یادمانی است که برای سازمان‌دهی برداشت‌های حافظه، بهبود یادآوری، و کمک به ترکیب و «اختراع» ایده‌ها استفاده می‌شود. این گروه از اصول معمولاً با آموزش بلاغت یا منطق از زمان یونان باستان همراه بود، اما انواعی از این هنر در زمینه های دیگر، به ویژه مذهبی و جادویی به کار می رفت. تکنیک‌هایی که معمولاً در این هنر به کار می‌روند شامل تداعی تصاویر خاطره انگیز هیجان‌انگیز در مکان‌های تجسم‌شده، زنجیره‌سازی یا تداعی گروه‌هایی از تصاویر، ارتباط تصاویر با گرافیک‌های شماتیک یا یادداشت‌ها («نشانه‌ها، نشانه‌ها، شکل‌ها» در لاتین) و ارتباط متن با تصاویر تمام یا هر یک از این تکنیک ها اغلب در ترکیب با تأمل یا مطالعه معماری، کتاب، مجسمه سازی و نقاشی استفاده می شد، که توسط دست اندرکاران هنر حافظه به عنوان بیرونی سازی تصاویر و/یا سازماندهی حافظه داخلی تلقی می شد.
- نشان داده شده است که خواب به حافظه کمک می کند . این در مورد چرت زدن نیز صدق می کند.
- نمایش دراماتیک اطلاعاتی که باید به خاطر بسپارید به شما کمک می کند بیشتر آن ها را به خاطر بسپارید. اگر به صورت اغراق آمیز و نمایشی گفته شود، به احتمال زیاد فراموش نخواهد شد،
- «مشکل مطلوب» یک اصل مبتنی بر نظریه ای است که نشان می دهد افراد زمانی که مغزشان مجبور است برای دریافت اطلاعات بر موانع جزئی غلبه کند، چیزها را بهتر به یاد می آورند. به عنوان مثال، بر اساس یک مطالعه کوچک، فونت Sans Forgotica بر اساس این اصل است.[۴][۵]

## بهبود
گرچه تمرین نگهداری (روشی برای یادگیری از طریق تکرار، مشابه یادگیری طوطی‌وار) می‌تواند برای به‌خاطر سپردن اطلاعات در مدت زمان کوتاه مفید باشد، مطالعات نشان داده‌اند که تمرین توضیحی، که به معنای مرتبط کردن مطالب جدید با اطلاعات قدیمی برای دستیابی به درک عمیق‌تر از محتوا است، روش کارآمدتری برای بهبود حافظه است. این موضوع را می‌توان با مدل سطوح پردازش حافظه توضیح داد که بیان می‌کند هرچه فرد هنگام یادگیری مطالب جدید با مرتبط کردن آن با خاطراتی که از قبل می‌داند، به عمق بیشتری در رمزگذاری برود، احتمال بیشتری دارد که اطلاعات را بعداً به خاطر بیاورد.
راه مفید دیگری برای بهبود حافظه‌سپاری استفاده از روش تکه‌بندی است، روشی که در آن فرد اطلاعاتی را که می‌خواهد به‌خاطر بسپارد به گروه‌هایی دسته‌بندی می‌کند. به عنوان مثال، فردی که می‌خواهد یک دنباله طولانی از اعداد را به خاطر بسپارد، می‌تواند این دنباله را به تکه‌های سه‌تایی تقسیم کند، که به او اجازه می‌دهد تعداد بیشتری از اعداد را به خاطر بسپارد. به‌طور مشابه، بسیاری از افراد در آمریکای شمالی شماره‌های تلفن را با تقسیم آن‌ها به سه بخش به خاطر می‌سپارند: یک کد منطقه، به‌دنبال آن یک عدد سه‌رقمی و سپس یک عدد چهار‌رقمی. اگر فهرستی از کلمات برای حفظ‌کردن وجود داشته باشد، با استفاده از تکه‌بندی، کلمات می‌توانند بر اساس حرف آغازین یا دسته‌بندی‌شان (مثلاً ماه‌های سال، انواع غذاها و غیره) به گروه‌هایی تقسیم شوند.